# Neolamprologus crassus
Neolamprologus crassus es una especie de peces de la familia Cichlidae en el orden de los Perciformes.

## Morfología
Los machos pueden llegar alcanzar los 7 cm de longitud total.

## Distribución geográfica
Es endémico del oeste del lago Tanganika (África Oriental).